# Kanggye
Kanggye (hangŭl 강계시, hanja 江界, McCune-Reischauer: Kanggye-si, Latinizzazione riveduta: Ganggye-si) è una città della Corea del Nord, capoluogo della provincia montuosa di Chagang-do.